# روبرتو خوسيه إلياس
روبرتو خوسيه إلياس (بالإسبانية: Roberto José Elias)‏ هو لاعب رماية مكسيكي، ولد في 6 نوفمبر 1976 في ليون في المكسيك.

## وصلات خارجية
- روبرتو خوسيه إلياس على موقع أوليمبيديا (الإنجليزية)